# ريوجي سوغيموتو
ريوجي سوغيموتو (باليابانية: 杉本 竜士) (1 يونيو 1993 في فوتشو في اليابان – )؛ هو لاعب كرة قدم ياباني سابق كان يلعب كلاعب وسط.

## وصلات خارجية
- ريوجي سوغيموتو على موقع رابطة كرة القدم اليابانية للمحترفين (اليابانية)
- ريوجي سوغيموتو على موقع قاعدة بيانات كرة القدم.إي يو (الإنجليزية)
- ريوجي سوغيموتو على موقع Soccerway.com (الإنجليزية)
- ريوجي سوغيموتو على موقع عالم كرة القدم.نت (الإنجليزية)